# Piani di Pezza
I Piani di Pezza sono un altopiano glaciale e carsico-alluvionale situato nell'Appennino abruzzese,  in provincia dell'Aquila, all'interno del territorio del comune di Rocca di Mezzo (e in parte anche nel comune di Ovindoli), incastonati nel Parco Naturale Regionale Sirente-Velino. Dalle montagne circostanti si gode un ampio panorama delle più alte vette dell'appennino.

## Geografia

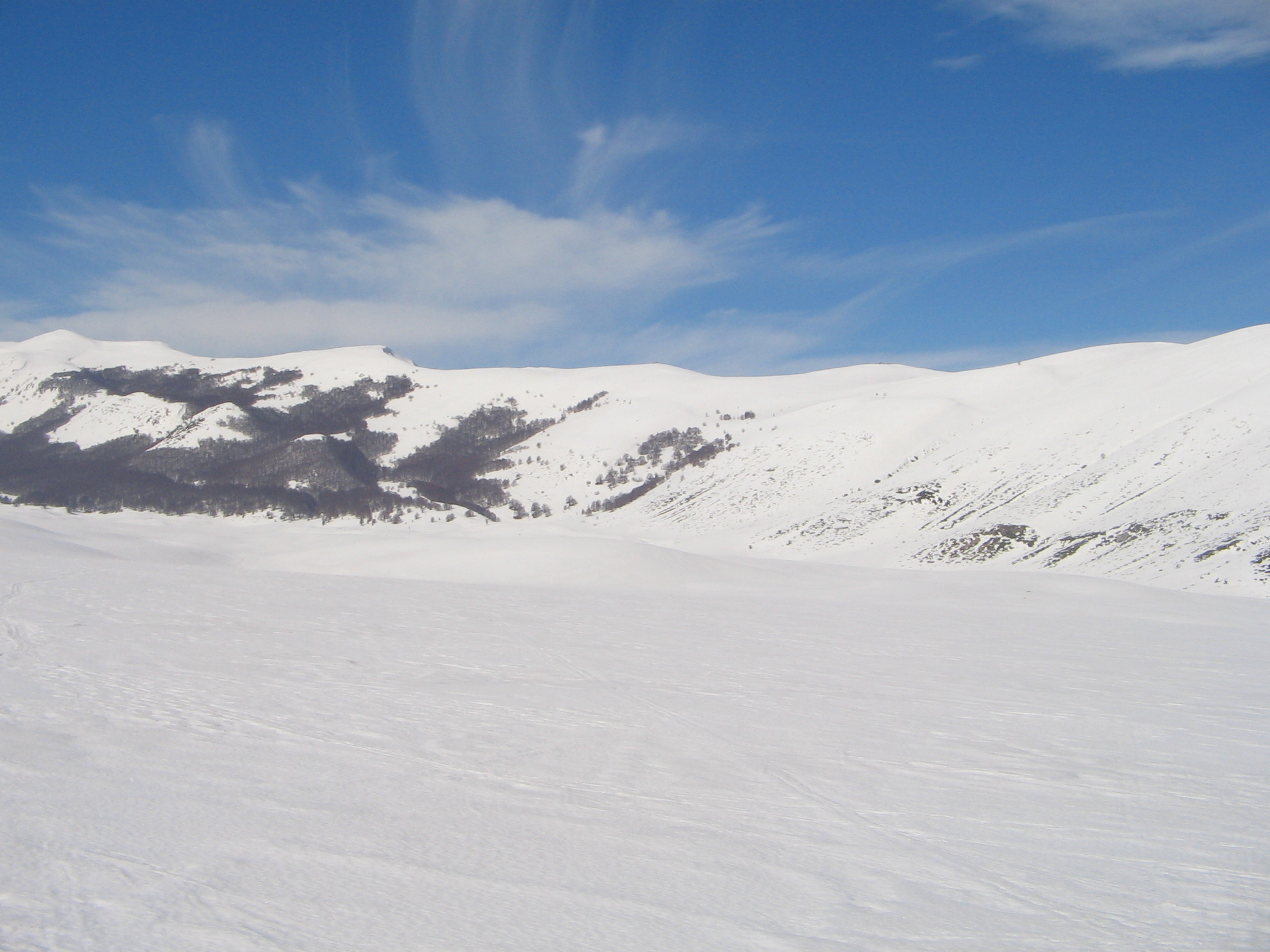
Veduta invernale dei Piani di Pezza verso i Monti di Campo Felice

Compreso all'interno della catena del Velino-Sirente, si estende per circa 5,5 km in lunghezza e 3 in larghezza ad una quota compresa tra i 1.400 e i 1.550 m s.l.m. ed è delimitato a nord dalle creste dei monti che sovrastano la stazione sciistica di Campo Felice, posta al di là di tale catena (Monti di Campo Felice, cresta di Monte Rotondo, Cisterna, Colle del Nibbio, Punta dell'Azzocchio, Cimata di Pezza e Cimata del Puzzillo, tutte vette prossime o oltre i 2.000 m di elevazione), e a ovest e a sud da cime appartenenti al massiccio del Monte Velino (Vena Stellante, Colle dell'Orso, Punta Trento, Punta Trieste, Costa della Tavola e Costone della Cerasa, tutte oltre i 2.100 m), di cui rappresenta una delle porte di accesso nella sua parte orientale. 
Separa dal punto di vista geomorfologico il gruppo dei monti di Campo Felice, appartenenti al territorio dei comuni di Rocca di Cambio e Lucoli (ad esclusione di Monte Rotondo compreso nel territorio di Rocca di Mezzo), dal gruppo dei monti della Magnola, appartenenti al territorio del comune di Ovindoli. Le pendici montuose esposte a nord della conca sono ricoperte di vasti boschi di faggio fino ai 1850m di quota, mentre la piana e i versanti esposti ad ovest e a sud sono quasi del tutto privi di vegetazione ad alto fusto, eccezion fatta per la suggestiva valle Ortica (Vall'Ardica in dialetto) che dai Piani di Pezza si dirama e sale verso la Cimata di Pezza, e dove sono censiti numerosi alberi monumentali inseriti nell'apposito registro regionale. 
I Piani di Pezza sono un luogo incontaminato, non immediatamente raggiungibile benché a pochissimi chilometri di distanza da Rocca di Mezzo, e dove è possibile praticare d'inverno sci nordico (sci di fondo), sci escursionismo, sci alpinismo, splitboard e camminate con racchette da neve (cosiddette "ciaspole"). D''estate o nel restante periodo dell'anno sono molto praticati il trekking, l'escursionismo, lo skyrunning, le camminate a cavallo ed in mountain bike.
Da Capo di Pezza (parte terminale dell'altopiano) è possibile raggiungere il Rifugio Vincenzo Sebastiani posto sul Colletto di Pezza e vicino al limite territoriale del Comune di Rocca di Mezzo che si affaccia sulla Valle Leona. Piccole strutture ricettive sono poste all'ingresso del Vado di Pezza, provenendo da Rocca di Mezzo (due rifugi-ristoranti aperti tutto l'anno di cui solo uno attualmente in funzione). Dalla piana dipartono poi numerosi sentieri che raggiungono le vette di tutte le montagne circostanti.

### Clima

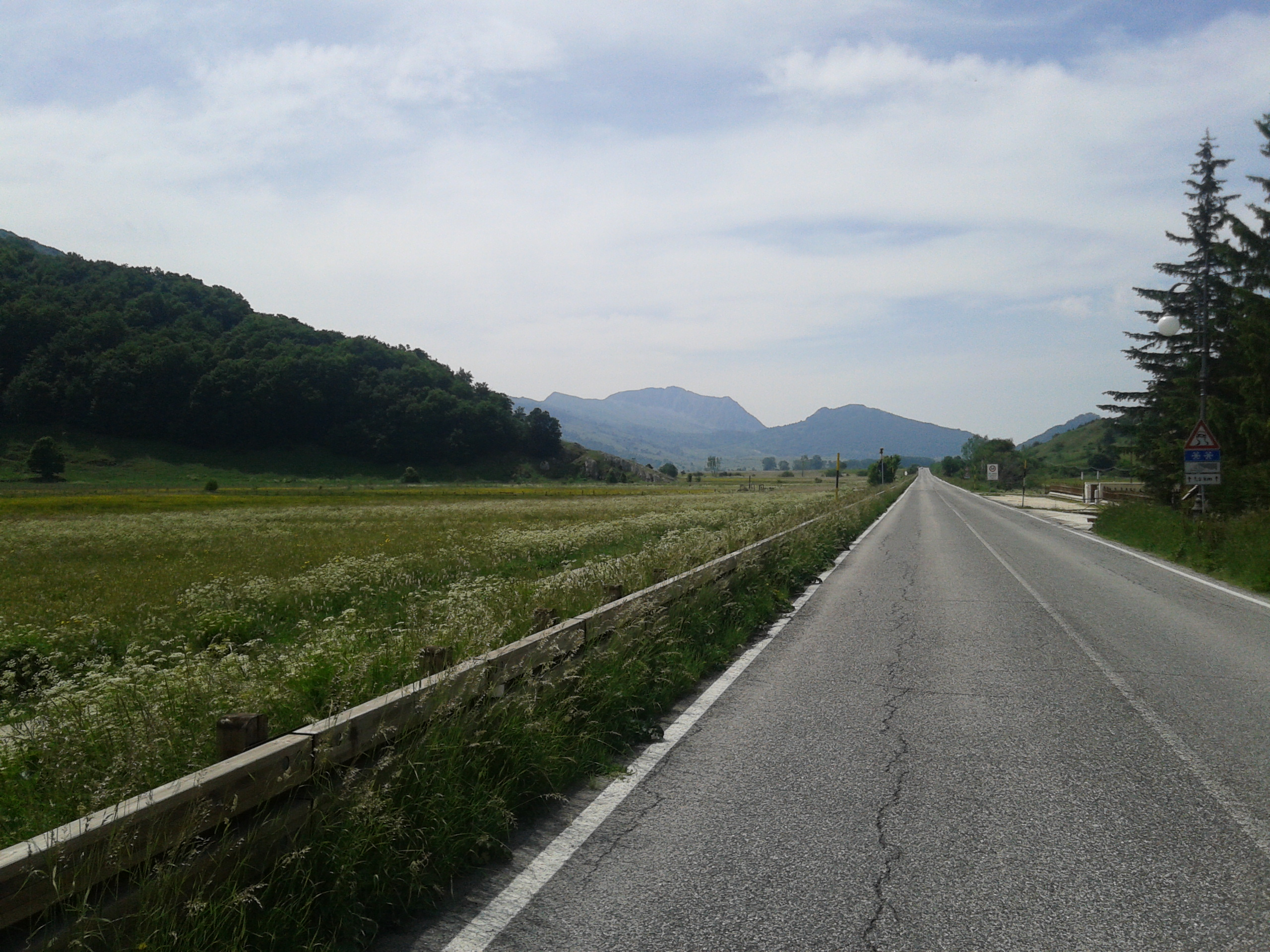
L'Altopiano delle Rocche, punto di accesso ai Piani di Pezza

La particolare conformazione carsica della piana, chiusa com'è in tutte le direzioni, fa sì che d'inverno e in presenza di particolari condizioni atmosferiche (recente innevamento, cielo sereno, assenza di vento e bassissimi livelli di umidità) spesso si raggiungano temperature minime prossime o anche inferiori ai -30°C, specie in corrispondenza di significative ondate di freddo, rendendo i Piani di Pezza uno dei luoghi più freddi d'Italia e d'Europa. Infatti, la temperatura minima record registrata nella vicina Piana di Campo Felice è stata di -33,1°C rilevata il 2 febbraio 2010 mentre quella dei Piani di Pezza è stata di ben −37,4°C registrata il 15 febbraio 2012 con quest'ultimo dato - ottenuto con strumentazioni professionali - che risulta essere il valore più basso mai registrato in Appennino in epoche recenti, e tra le più basse in assoluto in Italia. Ai Piani di Pezza le temperature sotto lo zero, seppure di poco, vengono peraltro censite anche durante i mesi estivi. In particolare, l'11 agosto 2011 veniva rilevata la temperatura minima di -4,6°.  A fronte di temperature così basse, i Piani di Pezza registrano di conseguenza anche delle escursioni termiche giornaliere molto estreme. Basti pensare che nei mesi estivi vengono censite escursioni termiche superiori ai 27°C nello stesso giorno.

### Accessibilità
Vi si accede principalmente dall'Altopiano delle Rocche attraverso il Vado di Pezza (1500 m s.l.m.) provenendo da Rocca di Mezzo, o da Rovere (frazione di Rocca di Mezzo) su strada asfaltata; quest'ultima via è stretta e spesso non soggetta a pulizia in caso di innevamento, ed è pertanto assolutamente da evitare nel periodo invernale.

## Storia

Logo AGESCI

Durante la Seconda guerra mondiale è stato abbattuto un aereo inglese da una delle contraeree tedesche posizionate a copertura dei punti di accesso dell'altopiano delle Rocche. L'aereo ha compiuto un atterraggio di fortuna nella piana e il pilota si è salvato trovando poi rifugio presso la popolazione di Ovindoli, non molto distante dal luogo dello schianto.
Nel 1986 sono stati sede della Route Nazionale Rover/Scolte, raduno nazionale degli scout Agesci nella fascia d'età 16-21 anni (circa 14 000 partecipanti), con la presenza di papa Giovanni Paolo II. Nel punto in cui il papa ha celebrato la messa (un anfiteatro naturale) sono stati eretti un altare monumentale ed una grande croce a ricordo dello storico evento. Questo luogo è meta di numerosi devoti.
I Piani di Pezza sono anche una meta molto apprezzata dagli astrofili a causa della pressoché totale assenza di inquinamento luminoso ed atmosferico, consentendo quindi una eccezionale visibilità degli astri.